# 砂田橋ショッピングセンター
砂田橋ショッピングセンター（すなだばしショッピングセンター）は、 愛知県名古屋市東区にある、ショッピングセンター。

## 概要
マックスバリュ東海が運営している。
当初は、ナフコはせ川（のちのマックスバリュ名古屋）が「ナフコ砂田橋ショッピングセンター」として申請していたショッピングセンターであったものの、実際に開業させたのはマックスバリュ名古屋ではなく、その親会社となっていたマックスバリュ中部であった。
なお、マックスバリュ名古屋は当所の開業よりも後の2007年（平成19年）10月1日にマックスバリュ中部に吸収合併され、さらに2019年（令和元年）9月1日にマックスバリュ中部はマックスバリュ東海に吸収合併されている。
イオンモールナゴヤドーム前と至近にあるため、グループ内で顧客獲得競争を繰り広げている。

## 専門店
- CANDO[要出典]
- スーパースポーツゼビオ[要出典]
- サンドラッグ[要出典]

※ 開業当初に入居していたコジマ・マツモトキヨシ・三洋堂書店はいずれも撤退済み。